# Karosa C 955
Karosa C 955 je model meziměstského autobusu, který vyráběla společnost Karosa Vysoké Mýto v letech 2001 až 2007. Jedná se o nástupce typu Karosa C 935.

## Konstrukce
Konstrukčně je vůz C 955 shodný se základním typem C 954. Je to dvounápravový autobus s polosamonosnou karoserií. Ta byla nejprve sestavena do skeletu, poté prošla kataforetickou lázní, olakování a oplechováním. Motor (uložený vleže) a mechanická převodovka se nachází za zadní nápravou od firmy Meritor, přední, tuhou nápravu, vyrobila společnost RI. Od typu C 935 se C 955 na první pohled liší mírně modifikovaným předním a plochým zadním čelem. Také byl prodloužen rozvor, čímž vzrostla délka vozu. V interiéru jsou polohovatelné sedačky pro cestující, rozmístěné 2+2 se střední uličkou, umístěny na vyvýšených podestách. Zavazadlový prostor pod podlahou mezi nápravami má objem 5,13 m³. V pravé bočnici se nacházejí dvoje dvoukřídlé výklopné dveře (první před přední nápravou, druhé před nápravou zadní).
Většina vozů C 955 byla vyrobena ve školní verzi Récréo, která byla určena pro export.

## Výroba a provoz
Výroba klasických vozů typu C 955 byla zahájena roku 2001 a trvala zřejmě pouze do roku 2002. Produkce školní verze Récréo ale pokračovala dál, ukončena byla až na začátku roku 2007 při skončení výroby řady 900.
Vozy C 955 jsou určeny pro delší meziměstské linky, případně kratší zájezdy. Tomu odpovídá i výbava: sklopné sedačky, větší zavazadlový prostor (oproti klasickému linkovému autobusu C 954), absence prostoru pro kočárek a klimatizace na přání.